# Sébastien Thiéry
 (octobre 2022).
Si vous disposez d'ouvrages ou d'articles de référence ou si vous connaissez des sites web de qualité traitant du thème abordé ici, merci de compléter l'article en donnant les références utiles à sa vérifiabilité et en les liant à la section « Notes et références ».
Pour les articles homonymes, voir Thiéry.
Œuvres principales
- Cochons d'Inde (2008)
- Qui est Monsieur Schmitt ? (2009)
- Comme s'il en pleuvait (2012)
- Deux hommes tout nus (2014)
- Momo (2015)
- Vidéo Club (2023)

Sébastien Thiéry est un comédien et auteur dramatique français né le 13 mai 1970 à Neuilly-sur-Seine. 

## Biographie
Son père était un entrepreneur et sa mère une ancienne hôtesse de l’air.[réf. nécessaire]
Élève du Cours Florent, il intègre ensuite le Conservatoire national supérieur d'art dramatique (promotion 1997), où il suit les cours de Dominique Valadié, Catherine Hiegel et Philippe Adrien.
De 2004 à 2006 il écrit (et interprète avec Françoise Christophe et Marie Parouty) la série Chez Maman, diffusée sur Canal+ dans l'émission 20h10 pétantes.
Il crée sa première pièce en 2005, Sans ascenseur au théâtre du Rond-Point, dans une mise en scène de Jean-Michel Ribes.
Puis Dieu habite Dusseldorf au théâtre des Mathurins en 2006.
Suivront Cochons d'Inde au théâtre Hébertot avec Patrick Chesnais en 2009 qui recevra deux Molières, Qui est Monsieur Schmitt ? au théâtre de la Madeleine avec Richard Berry en 2010 et Le Début de la fin au théâtre des Variétés en 2011.
Puis en 2012, Pierre Arditi et Évelyne Buyle interprètent Comme s'il en pleuvait mis en scène par Bernard Murat au théâtre Édouard-VII.
En septembre 2013, Jean-Michel Ribes met en scène L'Origine du monde au théâtre du Rond-Point. Isabelle Sadoyan reçoit pour ce spectacle le Molière de la comédienne dans un second rôle. En décembre 2013, Jean-Louis Benoît met en scène Tilt au théâtre de Poche Montparnasse avec Bruno Solo et Sébastien Thiéry.  En septembre 2014, Sébastien Thiéry crée au théâtre de la Madeleine Deux hommes tout nus, avec François Berléand, Isabelle Gélinas et lui-même, dans une mise en scène de Ladislas Chollat.
Le 27 avril 2015, il fait sensation à la 27e Nuit des Molières en défendant le statut des auteurs de théâtre, nu devant le public et la ministre de la culture Fleur Pellerin.
En septembre 2015 il crée Momo au théâtre de Paris, avec Muriel Robin, François Berléand et lui-même, dans une mise en scène de Ladislas Chollat, dont il tirera un film en 2017.
En septembre 2017 il crée Ramsès II aux Bouffes parisiens avec Éric Elmosnino, François Berléand et Evelyne Buyle dans une mise en scène de Stéphane Hillel.
En janvier 2019 il crée Huit euros de l'heure au théâtre Antoine avec Dany Boon, Valérie Bonneton et ensuite Stéphane de Groodt et Barbara Schulz devaient reprendre les rôles mais la reprise a été annulée. La mise en scène est encore de Stéphane Hillel.
S'ensuivront, toujours dans le même théâtre, la pièce Demain la revanche en novembre 2022 avec Gaspard Proust, Jean-Luc Moreau et Brigitte Catillon dans une mise en scène de Ladislas Chollat puis en janvier 2023 la pièce CHECK-UP avec Richard Berry, mise en scène Jean-Louis Benoît.

## Filmographie

### Cinéma
- 1997 : La Pisseuse de Frédéric Benzaquen et Suzanne Legrand (court-métrage)
- 1998 : Taxi de Gérard Pirès - inspecteur du permis de conduire
- 1998 : Que la lumière soit ! d'Arthur Joffé - l'assistant d'Harper
- 2000 : Taxi 2 de Gérard Krawczyk - inspecteur du permis de conduire
- 2000 : Les Insaisissables de Christian Gion - Alain
- 2000 : Meilleur Espoir féminin de Gérard Jugnot – garçon d'étage
- 2002 : Laissez-passer de Bertrand Tavernier - Cayatte
- 2002 : L'Adversaire de Nicole Garcia – un membre de la famille
- 2003 : Michel Vaillant de Louis-Pascal Couvelaire - journaliste
- 2004 : RRRrrrr!!! d'Alain Chabat - Pierre (le fouillologue)
- 2008 : Musée haut, musée bas de Jean-Michel Ribes
- 2011 : La Délicatesse de David Foenkinos
- 2014 : Brèves de comptoir de Jean-Michel Ribes
- 2017 : M. & Mme Adelman de Nicolas Bedos
- 2017 : Momo de lui-même et Vincent Lobelle : Patrick
- 2019 : Mon chien Stupide d'Yvan Attal : Louis Daval

### Télévision
- 1998 : Elle a l'âge de ma fille de Jacques Otmezguine - Vincent
- 1998 : Nestor Burma, épisode Burma et la Belle de Paris de Philippe Venault
- 1998 : Anne Le Guen, épisode Le Mystère de la crypte de Stéphane Kurc – le journaliste TV
- 1998 : De gré ou de force de Fabrice Cazeneuve – homme achat international
- 1999 : Balzac  de Josée Dayan  - sergent major
- 1999 : Avocats et Associés, épisode Groupe sanguin de Philippe Triboit - client handicapé
- 2000 : Le Coup du lapin de Didier Grousset - Philippe
- 2000 : Crimes en série, épisodes Histoires d'amour et Variations mortelles de Patrick Dewolf - Guillaume
- 2000 : Les Misérables de Josée Dayan – le sous-officier de Montreuil
- 2001 : Tel père, tel flic de Éric Woreth – Salieri
- 2004-2006 : Chez Maman de Pierre-Olivier Mornas
- 2005-2006 : Caméra cachée : la vie de Sébastien Thiéry de Jérôme Foulon
- 2007 : Chez Maupassant, épisode L'Héritage de Laurent Heynemann - Léopold Lesable
- 2007 : Les Bleus, premiers pas dans la police, épisodes Enquête interne 1 et 2 de Patrick Poubel - l'inspecteur de l'I.G.S.
- 2008 : Clémentine de Denys Granier-Deferre - René Marchand
- 2009 : Nicolas Le Floch, épisode L'Affaire Nicolas Le Floch de Nicolas Picard – Beaumarchais
- 2013 : Les affaires sont les affaires de Philippe Bérenger
- 2014 : Méfions-nous des honnêtes gens de Gérard Jourd'hui - Malinier

## Théâtre
- Une douche écossaise de Philippe Collas et Eric Villedary, mise en scène Raymond Acquaviva
- 1997 : Petites Œuvres morales de Giacomo Leopardi, mise en scène Jacques Nichet, théâtre du Conservatoire
- 1998 : La Maman et la Putain de Jean Eustache, mise en scène Thierry Lavat, théâtre de l'Étoile du Nord
- 1998 : Apprends-moi Céline de Maria Pacôme, mise en scène Raymond Acquaviva, tournée
- 2002 : 1+1=2 d’après des textes d’auteurs contemporains et de Thomas Le Douarec, mise en scène Thomas Le Douarec, Vingtième Théâtre
- 2005 : Sans ascenseur de Sébastien Thiéry, mise en scène Jean-Michel Ribes, théâtre du Rond-Point
- 2006 : Dieu habite Düsseldorf de Sébastien Thiéry, mise en scène Christophe Lidon, théâtre des Mathurins
- 2009 : Cochons d'Inde de Sébastien Thiéry, mise en scène Anne Bourgeois, théâtre Hébertot
- 2009 : Qui est Monsieur Schmitt ? de Sébastien Thiéry, mise en scène José Paul et Stéphane Cottin, théâtre de la Madeleine
- 2010 : Cochons d'Inde de Sébastien Thiéry, mise en scène Anne Bourgeois, tournée
- 2012 : Courteline, amour noir : La Peur des coups, La Paix chez soi, Les Boulingrin de Georges Courteline, mise en scène Jean-Louis Benoît, La Criée, théâtre de la Manufacture, théâtre national de Nice, théâtre de Sartrouville et des Yvelines, théâtre de la Commune, Nouveau théâtre d'Angers, théâtre des Célestins, théâtre de Lorient, tournée
- 2013 : L'Origine du monde de Sébastien Thiéry, mise en scène Jean-Michel Ribes, théâtre du Rond-Point
- 2013 - 2014 : Tilt! de Sébastien Thiéry, mise en scène Jean-Louis Benoît, théâtre de Poche-Montparnasse
- 2014 : Deux hommes tout nus de Sébastien Thiéry, mise en scène Ladislas Chollat, théâtre de la Madeleine
- 2015 : Momo de Sébastien Thiéry, mise en scène Ladislas Chollat, théâtre de Paris
- 2016 : Deux hommes tout nus de Sébastien Thiéry, mise en scène Ladislas Chollat, tournée
- 2022 : Qui est monsieur Schmitt ? de Sébastien Thiéry, mise en scène Jean-Louis Benoît
- 2022 : Demain la revanche de Sébastien Thiery, mise en scène par Ladislas Chollat avec Gaspard Proust au théâtre Antoine.

## Dramaturge
- Sans ascenseur, L'Avant-scène théâtre, mars 2003
- Dieu habite Düsseldorf, L'Avant-scène théâtre, oct. 2004
- Cochons d'Inde, L'Avant-scène théâtre, 2008
- Qui est Monsieur Schmitt ?, L'Avant-scène théâtre, 2009
- Le Début de la fin, L'Avant-scène théâtre, 2012
- Comme s'il en pleuvait, L'Avant-scène théâtre, 2012
- L'Origine du monde, L'Avant-scène théâtre , 2013
- Deux hommes tout nus, L'Avant-scène théâtre, 2014
- Momo, L'Avant-scène théâtre, 2015
- Ramsès II, L'Avant-scène théâtre, 2017
- Huit euros de l'heure, L'Avant-scène théâtre, 2019
- Demain la revanche, L'Avant-scène théâtre, 2022
- Check-up, 2023
- Cirque d'hiver, 2023
- Vidéo Club, 2023

## Distinctions
- 2009 : Molière de la pièce comique pour Cochons d'Inde
- 2009 : Nomination pour le Molière de l'auteur francophone vivant pour Cochons d'Inde
- 2009 : Nomination pour le Molière du comédien dans un second rôle pour Cochons d'Inde
- 2010 : Nomination pour le Molière de l'auteur francophone vivant pour Qui est Monsieur Schmitt ?
- 2015 : Nomination pour le Molière de l'auteur francophone vivant pour Deux hommes tout nus
- 2016 : Nomination pour le Molière de l'auteur francophone vivant pour Momo
- 2016 : Nomination pour le Molière de la comédie pour Momo
- 2016 : Nomination pour le Molière du comédien dans un second rôle pour Momo
- 2024 : Nomination pour le Molière de la comédie pour Video Club